# Gert Anhalt
Gert Anhalt (* 2. Januar 1963 in Bad Wildungen) ist ein deutscher Journalist und Autor von Sachbüchern und Kriminalromanen.

## Leben
Nach dem Abitur auf dem Gymnasium Philippinum in Marburg studierte Anhalt von 1984 bis 1988 an der Philipps-Universität Marburg Japanologie und als DAAD-Stipendiat in Tokio. Bereits während dieser Zeit arbeitete er 1986 als Praktikant für das ARD-Studio Tokio. 1987 hospitierte er beim ZDF, machte aber in der Folgezeit auch Hörfunkreportagen für den Hessischen und den Bayerischen Rundfunk. Nach einem verkürzten Volontariat beim ZDF 1989 wurde er noch im selben Jahr Redakteur der Hauptredaktion Aktuelles und schließlich Reporter für das heute-journal. Von 1990 bis 1992 sowie wieder seit 2020 fungiert er als Kommentator des ZDF-Jahresrückblicks Album – Bilder eines Jahres.
Ab 1993 arbeitete Anhalt 13 Jahre lang im Fernen Osten. Zunächst war er ab 1993 Leiter des ZDF-Studios Peking, dann ab Oktober 1998 Reporter im Reporterpool des ZDF. Von September 2000 bis zum Jahr 2006 leitete er das ZDF-Studio Tokio, wo er auch die Berichterstattung über Südkorea, Taiwan, die Philippinen und Mikronesien verantwortete. Dabei kommentierte er seine Reportagen, darunter die 10-teilige Serie Es muss nicht immer Sushi sein, oft mit einem von Auslandsreportern eher ungewohnten lakonischen Humor und gelegentlich in Reimform.
Während der Olympischen Spiele in Peking 2008 produzierte er dort als Vorortreporter mit der Handkamera regelmäßige, Anhaltspunkte genannte Kurzbeiträge zum Leben der Einheimischen während der Spiele. 2008 erschien von ihm im ZDF die zweiteilige Reportage Chinas Schätze, im März 2009 eine Episode der vierteiligen Doku-Serie Indien. Für den ZDFinfokanal dreht er in loser Reihe Kurzdokumentationen unter den Titeln „Bin mal kurz...“ sowie „Bin mal kurz etwas länger...“. 2011 bereiste er zwei Wochen nach dem Tōhoku-Erdbeben für die im selben Jahr in 3sat und ARD ausgestrahlte Dokumentation Die Küste der Tränen das verwüstete Gebiet.
Anhalt ist Autor einiger Sachbücher zum Thema Fernost, zu denen er auch die Fotografien selbst beisteuerte. Seinen ersten Roman veröffentlichte er 1996 unter dem Pseudonym Raymond A. Scofield. Es folgten etliche weitere Kriminalromane, deren Handlung ebenfalls meist im Fernen Osten spielt.
Anhalt erhielt sowohl 1996 als auch 1998 den Goldenen Kompass beim internationalen touristischen Filmwettbewerb Prix ITB Berlin.

## Werke (Auswahl)
unter Gert Anhalt
- Okinawa zwischen Washington und Tokyo. 1991.
- Chinas nackte Fallschirmspringer. 1999.
- Tote mögen kein Sushi. 2002.
- Für eine Handvoll Yen. 2004.
- Zeit für Japan. 2005.
- Sayonara für eine Leiche. 2007.
- Japan. 2007.
- Mordsmäßig schmalzig. Caspari ermittelt. 2014.

unter Raymond A. Scofield
- Gelber Kaiser. 1996.
- Das schwarze Thangka. 1998.
- Babylon 2001.
- Die Tibet-Verschwörung. 2001.
- Die Krallen des Tigers. 2002.
- Unternehmen Hydra. 2002.
- Der Jadepalast. 2005.
- Der große Lord. Ein Weihnachtsroman. 2015.
- Das Weihnachtswunder von Old Nichol. 2016.